# Convento de las Mínimas
El Convento de la Mínimas de Archidona (provincia de Málaga, España), de nombre completo convento de Jesús y María de Monjas Mínimas de San Francisco de Paula, de la Orden de los Mínimos. Fue fundado en 1551 sobre los espacios de un inmueble palaciego, propiedad del Conde de Ureña, y de una antigua ermita. 

## Edificio
La actual iglesia, de los siglos XVII-XVIII, muestra una sola nave, bóveda de cañón con lunetos y arcos fajones trilobulados, y una bóveda semiesférica, sobre pechinas decoradas con un lucernario ochavado. En cabecera, una labor de hierro forjado, que incluye la propia estructura del púlpito, ornamenta el frente de su presbiterio elevado, antecediendo al retablo mayor de la iglesia, integrado por dos cuerpos y tres calles. A los pies, el coro se eleva sobre bóveda de arista. Junto a la sobria portada de piedra gris que aparece enmarcada en juegos de ladrillo visto y mampostería enlucida, se eleva, sobre un zócalo pétreo, su imponente torre de formas ochavadas. 
El ladrillo rojo de su fuste y los apliques ornamentales de cerámica vidriada evocan efluvios mudéjares. Su capitel escarmoso, de tejas vidriadas en blanco y verde, rima en textura y color con las otras torres de la ciudad. De su patrimonio mueble, una joya: La llamada "Virgen del Fuelle", pieza renacentista del siglo XVI, cosistente en un fuelle decorado con un relieve adosado de la Virgen con el Niño, en madera tallada. Según la leyenda de su retablo, fue rescatada en Flandes de manos infieles y donada al convento archidonés en 1736.